# Adolphe Robert
Adolphe Robert (Melun, 17 gennaio 1833 – Parigi, 23 dicembre 1899) è stato uno storico e biografo francese.
Con Gaston Cougny, ha scritto il Dictionnaire des parlementaires français (1789-1889) (Parigi, Edgar Bourloton, 1889-1891, 5 vol.) E collaborò al Dictionnaire historique et biographique de la Révolution et de l'Empire di Jean François Robinet (Parigi, Librairie Historique de la Révolution et de l'Empire, 1898, 2 vol.).